# کلانترلی
کلانترلی (به لاتین: Kələntərli) یک منطقه مسکونی در جمهوری آذربایجان است که در شهرستان بردع واقع شده است. کلانترلی ۱۷۵۷ نفر جمعیت دارد.